# Louis Édouard Pie
Louis-Édouard-François-Désiré Pie (Pontgouin, 26 de septiembre de 1815-Angulema, 18 de mayo de 1880) fue un obispo y cardenal francés ultramontano, destacado defensor de la doctrina del reinado social de Jesucristo.

## Biografía

### Primeros años y formación
Nació en el seno de una familia pobre, pero piadosa, de la región de Beauce. Su padre era herrero y su madre una humilde campesina. Cuando aún no había cumplido ocho años, falleció su padre, por lo que la familia pasó grandes dificultades económicas y el joven Édouard recogía estiércol para la lumbre. A los diez años entró de monaguillo en la parroquia y el cura lo tomó bajo su protección y empezó a darle lecciones de latín, con el fin de orientarlo al seminario. Cursó sus primeros pasos en la carrera eclesiástica y en los estudios teológicos en el Seminario de San Sulpicio, en París. 

### Sacerdocio
Fue ordenado de sacerdote en 1839, y celebró su primera misa el día de la Trinidad.
Fue nombrado vicario general de monseñor Clausel de Montais, obispo de Chartres. 

### Episcopado
En 1849 el papa Pío IX le preconizó obispo de Poitiers en el Consistorio de 28 de septiembre, cuando contaba con 34 años de edad.
Consagrado el 25 de noviembre, hizo su entrada en Poitiers el 8 de diciembre, fiesta de la Inmaculada Concepción. Su devoción a la Virgen María le hizo tomar por lema lema: Tuus sum ego («Yo soy tuyo»).
Según la Revista religiosa de El Siglo Futuro, se distinguió «por su celo ardiente por restaurar todo en Cristo», por lo que llegó a ser calificado de nuevo Hilario. Contribuyó mucho a hacer que se confiriese a San Hilario, y más tarde a San Francisco de Sales, el título de Doctor de la Iglesia.
En notables escritos defendió la doctrina católica íntegra y combatió infatigablemente el naturalismo y el liberalismo en sus múltiples variedades. En diversas cartas pastorales calificó a los católicos liberales como «lobos cubiertos con pieles de ovejas». Entre sus asiduos lectores se encontraba el futuro papa Pío X. Trabajó para volver a la celebración de los concilios provinciales, cuyos decretos ejecutó conforme al espíritu que los había inspirado, y extendió los estatutos que habían preparado veinticuatro sínodos diocesanos.
Amenazado con el rigor del poder civil, no dejó de defender los derechos de la Iglesia y de la Santa Sede. Con apostólica libertad y con palabras que se hicieron célebres, estigmatizó a los que favorecieron la invasión de los Estados Pontificios.
Erigió gran número de parroquias, consagró ciento veintiuna iglesias y confirió la dignidad episcopal a cuatro de sus sacerdotes. También fue solícito con los seminarios, los colegios, los hospitales y las casas de huérfanos.
Fundó asimismo, con el nombre de Oblatos de San Hilario, una congregación diocesana de presbíteros auxiliares, para cumplir las diferentes funciones del ministerio eclesiástico. Hizo venir a su diócesis muchas familias religiosas, y fue su protector y padre hasta el punto de que, sin ser monje, él mismo mereció ser llamado «el amigo devotísimo de los monjes».
En el Concilio Ecuménico del Vaticano I participó de manera preponderante en la definición de la doctrina católica acerca de Dios, de la Iglesia, de la autoridad y de la infalibilidad del Soberano Pontífice, por lo que un biógrafo católico suyo dijo de él que había cerrado el camino «a todos los sofismas del error».

### Cardenalato
Por sus cualidades y méritos, alcanzó el honor de la púrpura por el papa Leon XIII, que le creó cardenal presbítero de la iglesia romana de Santa María de la Victoria, en el Consistorio del 12 de mayo de 1879.
En política fue marcadamente antiliberal y ultramontano. Muy amigo de Louis Veuillot, fue partidario del legitimismo francés, ocupando la presidencia en muchos de sus actos. También apoyó a los carlistas españoles exiliados en Francia. El conde de Chambord lo quería como a un padre y mantuvo asimismo amistad con el duque de Madrid, que le llamó para bautizar a sus hijas. Según el carlista Conde de Kenty, el movimiento católico francés giraba en derredor suyo.

### Fallecimiento
Gobernó la Iglesia en Poitiers treinta años, cinco meses y veintitrés días, y murió en el palacio episcopal de Angulema a los 65 años de edad, el 18 de mayo de 1880. Fue enterrado en la cripta de la Iglesia de Notre-Dame la Grande de Poitiers.